# Captain Fantastic - en ualmindelig far
Captain Fantastic er en amerikansk komedie-dramafilm fra 2016, skrevet og instrueret af Matt Ross og med Viggo Mortensen, Frank Langella, Kathryn Hahn og Steve Zahn i hovedrollerne. Historien handler om en familie, der af omstændighederne tvinges til at integrere sig i samfundet efter at have boet isoleret i et årti.
Filmen havde sin verdenspremiere på Sundance Film Festival den 23. januar 2016. Den blev vist i sektionen Un Certain Regard på Cannes Film Festival 2016.  Den blev valgt af National Board of Review som en af de ti uafhængige film i 2016, og Mortensen blev nomineret til Golden Globe, BAFTA Award, og Academy Award som bedste skuespiller. 